# Paavo Aaltonen
Paavo Aaltonen (Kemi, Finlandia, 11 de diciembre de 1919-Sipoo, 9 de septiembre de 1962) fue un gimnasta artístico finlandés, medallista olímpico de bronce en Helsinki 1952 en el concurso por equipos.

## Carrera deportiva
Su mayor triunfo fue conseguir el bronce en las Olimpiadas de Helsinki 1952 en el concurso por equipos, quedando en el podio tras los soviéticos y suizos, y siendo sus compañeros de equipo: Kalevi Laitinen, Onni Lappalainen, Kaino Lempinen, Berndt Lindfors, Olavi Rove, Heikki Savolainen y Kalevi Viskari.